# Ligne sommitale de la Furka
La ligne sommitale de la Furka est une ligne de chemin de fer à crémaillère suisse à voie métrique entre Realp et Oberwald via le tunnel de faîte du col de la Furka, exploitée par la Dampfbahn Furka-Bergstrecke AG. D'une longueur de presque 18 km, c'est la plus longue ligne non électrifiée du pays.
Il s'agit d'une ancienne section de la ligne de chemin de fer du Furka-Oberalp, désaffectée en 1981 lors de la mise en service du tunnel de base de la Furka en 1982, puis remise en service par cette société entre 1992 et 2010.
Une société anonyme à but non lucratif, la DFB AG, est concessionnaire de la ligne, et s'appuie sur une association dont les membres assurent à titre bénévole sa reconstruction, son entretien et son exploitation.

## Situation géographique
Jusqu'en 1981, la ligne sommitale de la Furka était une partie du tracé du chemin de fer Furka-Oberalp. Cette ligne, reliant Brigue à Disentis via le col de la Furka et celui de l'Oberalp, était notamment empruntée par le Glacier Express qui relie Zermatt à St.Moritz.
La ligne sommitale de la Furka est située entre les km 41.3 et 59.1 de la ligne du chemin de fer Furka-Oberalp, soit une longueur de 17,838 km très précisément, et relie les cantons du Valais à celui d'Uri. Elle comporte cinq sections à crémaillère d'une longueur totale de 14,5 km. Les rampes les plus fortes sur la section à crémaillère atteignent 118 ‰ et de 35 ‰ sur la section en adhérence simple.
Au départ du village de Realp dans le canton d'Uri, à 1 538 m d'altitude, la ligne part vers l'ouest en remontant l'Urserental. Une section à crémaillère lui permet de relier les gares de Tiefenbach, à 1 846 m d'altitude, et de la Furka, à 2 160 m d'altitude, point culminant de la ligne. Le col est franchi par un tunnel de faîte de 1 874 m de longueur, doté d'une section en adhérence. À l'entrée Ouest de ce tunnel à 2 118 m d'altitude, la ligne atteint la gare de Muttbach-Belvédère dans le canton du Valais. À partir de cette gare, une section à crémaillère descend à Gletsch, à 1 757 m d'altitude, puis à Oberwald, en passant par le tunnel hélicoïdal de Gletsch, dans la vallée de Conches à 1 366 m d'altitude.
La crémaillère est de type Abt.

## Données techniques
La ligne comporte 5 tunnels, 8 ponts, 1 viaduc et 5 passages à niveau. La gare d'Oberwald (située au km 41,4) possède 2 voies, 5 aiguillages et une plaque tournante de 10,11 m de diamètre. L'aiguillage n°104 raccorde la DFB aux MGB. La gare de Gletsch (située au km 46,130) possède 3 voies, 8 aiguillages et une plaque tournante de 12,45 m de diamètre. La gare de Muttbach-Belvédère (située au km 52,007) possède 2 voies et 3 aiguillages. La gare de la Furka (située au km 41,4) possède 2 voies, 4 aiguillages et une plaque tournante de 8,85 m de diamètre. La gare de Tieffenbach (située au km 53,358) possède 2 voies et 3 aiguillages. La gare de Realp (située au km 59,975) et son dépôt possèdent 8 voies, 8 aiguillages et une plaque tournante de 13,98 m de diamètre. L'aiguillage n°51 relie la ligne au dépôt et le n°4 raccorde la DFB aux MGB. À noter que seuls 4 feux lumineux se trouvent sur la ligne et sont situés aux extrémités et à l'intérieur du tunnel de faîte.

## Historique du chemin de fer de la Furka
Le 21 juillet 1907, la concession fédérale pour l'exploitation de la ligne Brig-Gletsch est accordée et le 8 octobre 1908 celle de la ligne Gletsch-Disentis. À Lausanne fut fondée le 27 mai 1910 la compagnie du chemin de fer de la Furka (BFD). C'est le 22 juin 1911 qu'à eu lieu le premier coup de pioche pour la construction de la ligne du FBD. L'ouverture officielle de l'exploitation en traction vapeur entre Brigue et Gletsch eu lieu le 30 juin 1914. La fin du percement du tunnel de faîte de la Furka (sur le tronçon Furka-Muttbach) est arrivée le 25 septembre 1915, malgré de très nombreuses difficultés géologiques. Mais à la suite du déclenchement de la Première Guerre mondiale, ils connurent dès lors des difficultés financières, techniques et humaines. Effectivement, beaucoup d'ouvriers construisant la ligne furent rappelés dans leurs pays respectifs pour servir leurs patries. L'ancien pont de pierres du Steffenbach fut totalement détruit le 16 mai 1916 par une avalanche et, par chance, aucun train circulait à ce moment-là. Le 2 décembre 1923, la faillite est déclarée et c'est le 17 avril 1925 qu'est fondée à Brig la nouvelle compagnie des chemins de fer Furka-Oberalp Bahn (FO). Les travaux reprirent en 1924 sous l'égide de la compagnie Furka-Oberalp-Bahn (FO) nouvellement créée, avec le fort soutien des compagnies voisines des chemins de fer rhétiques (RhB) et du chemin de fer Viège-Zermatt (VZ). Jusqu'en 1925 eut lieu la suite de la construction de la ligne Gletsch - Andermatt - Disentis et le 26 mai put circuler le premier train d'essai entre Gletsch et Muttbach. Le 25 août de cette même année fut mis en place le nouveau et célèbre pont de Steffenbach et le 18 octobre circula sur l'intégralité de la ligne, soit de Brigue à Disentis en passant par la ligne sommitale de la Furka, un nouveau train d'essai. Un peu moins de neuf mois plus tard, le 3 juillet 1926, eut lieu l'ouverture à l'exploitation publique en traction vapeur.
C'est le 1er septembre 1942 que fut fêtée la fin de l'électrification complète de la ligne entre Brigue et Disentis. Le pont de Wiler, situé au-dessus de la Furkareuss, s'est effondré le 10 mai 1955, à la suite de la cassure d'un de ses piliers. Il fut rapidement reconstruit en acier et déjà pu être remis en service le 8 septembre. Dix ans plus tard et plus précisément le 15 mai 1965, la locomotive HG 3/4 n° 10 fut emportée par une avalanche en amont de Gletsch et c'est le 9 juin 1968 qu'eu lieu la dernière course en traction vapeur entre Brigue et Disentis.
En raison de son passage au travers de couloirs d'avalanche, la ligne ne présente pas toutes les garanties nécessaires à la sûreté de son exploitation en hiver. Durant sept mois, chaque hiver, la ligne devait donc subir une interruption d'exploitation lourde et coûteuse. Elle s'est avérée d'autant plus après l'électrification de la ligne le 25 juin 1942, car il fallait retirer une grande partie de la caténaire et ses pylônes sur certains tronçons de la ligne.
La construction du tunnel de base de la Furka, en 1973, précipita la fin de la section sommitale. L'interruption d'exploitation de l'hiver 1981-1982 vit la fin de l'exploitation de la ligne sommitale et l'ouverture du tunnel de base. Le dernier train roula sur cette ligne le 11 octobre 1981. En 1982, on entreprit de démolir les raccordements au FO en gares de Realp et d'Oberwald ainsi que viaduc de Lammen, mais également tous les passages à niveau, où, parfois, la voie encore existante fut recouverte par une couche de bitume.

## Historique de la Dampfbahn Furka-Bergstrecke

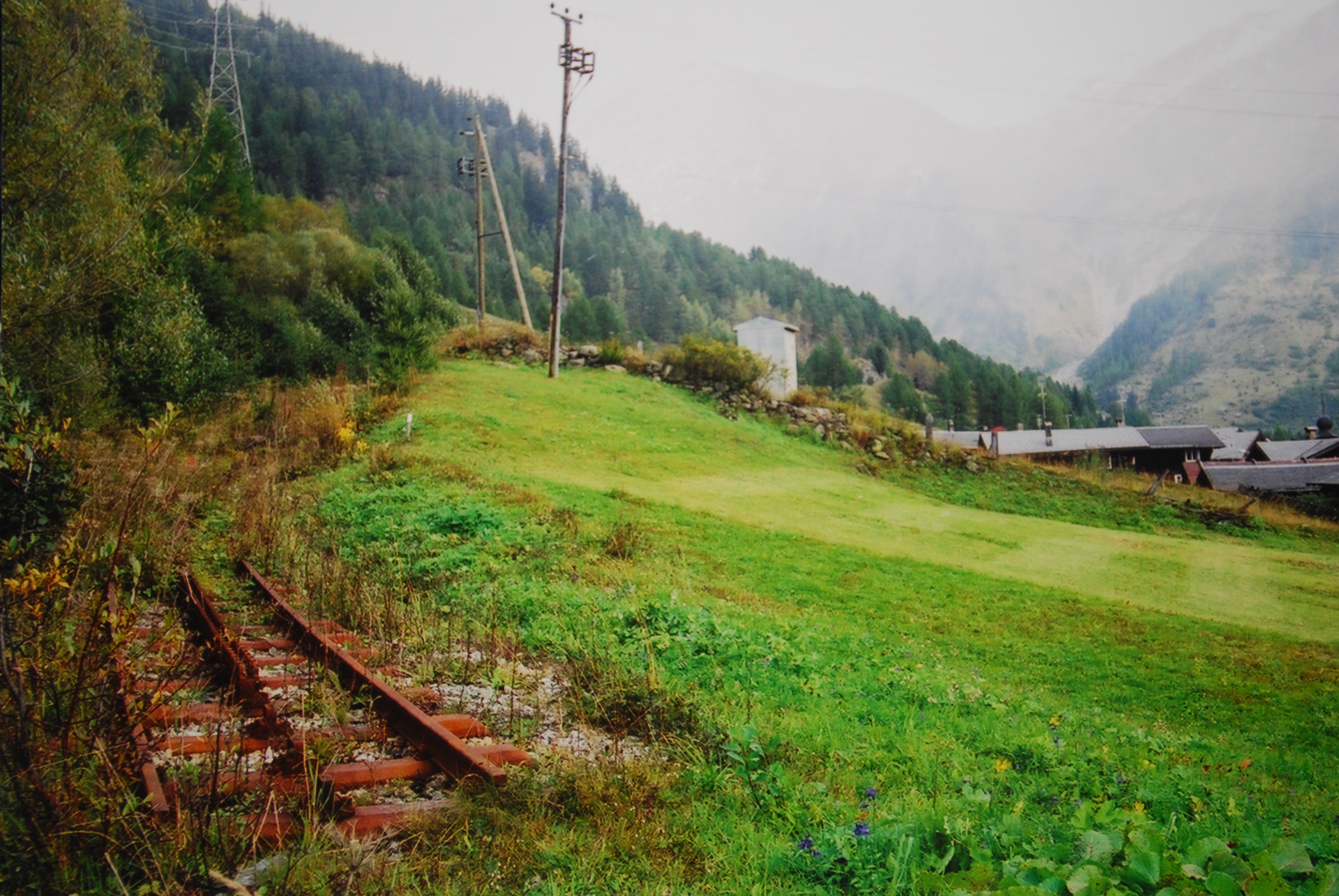
Etat de l'ancienne voie avant la DFB.

Le démantèlement de la ligne sommitale put cependant être évité grâce à une association ferroviphile dénommée Verein Furka-Bergstrecke et créée en 1983 par des passionnés de chemin de fer dans le musée suisse des transports. Cette association qui se transforma le 17 mai 1985 en société anonyme à but non lucratif, la Dampfbahn Furka-Bergstrecke AG, afin de pouvoir exploiter la ligne.
En 1986, la décision fut prise de rénover le tunnel de faîte, ainsi que la ligne sur le versant uranais. Le 4 avril 1987, la DFB et l'ALSF confirmèrent la décision de reconstruire en intégralité la ligne sommitale de la Furka, en commençant les travaux par le côté uranais. Le FO vendit alors à la DFB le tronçon Realp-Gletsch, ainsi que la gare de Gletsch et accorda également un droit de construction sur le tronçon Gletsch-Oberwald. Le viaduc de Lammen fut alors reconstruit le 20 juillet 1987. Le 25 août 1987 sont survenus d'énormes dégâts causés à la compagnie de chemin de fer Furka-Oberalp par les crues imposantes de la Reuss dans la gorges des Schöllenen, mais également sur la ligne sommitale de la Furka (dégâts estimés à au moins CHF 40 mio.) La concession fédérale d'exploitation est accordée le 22 mars 1990 à la société anonyme du Train à vapeur de la ligne sommitale de la Furka (DFB AG) et le 31 octobre fut l'arrivée des anciennes locomotives du FO rapatriées du Viêt Nam à Hambourg. Le premier tronçon de la ligne, Realp-Tiefenbach, fut entré en vigueur à l'exploitation le 11 juillet 1992. C'est le 30 juillet 1992 que fut l'entrée en vigueur de l'exploitation du deuxième tronçon de la ligne, Tiefenbach–Furka. Le 24 septembre 1993, les hautes eaux de Reuss envahissent une nouvelle fois la ligne. Les dégâts se chiffrent à environ 600 000 francs suisses.
Le 12 juin 1997 fut inaugurée la nouvelle halte de Realp, alors que le 5 septembre est posée la partie de voie manquante encore au passage à niveau de Muttbach. Le premier train officiel de travaux à traction diesel a circulé entre Realp et Gletsch le 30 juillet 1998 et 14 mois plus tard, soit le 30 septembre 1999, c'est l'arrivée du premier train officiel à vapeur en gare de Gletsch. L'aiguille de raccordement FO/DFB fut posée à Realp le 9 novembre 1999. L'ouverture à l'exploitation du tronçon Furka–Muttbach–Gletsch eu lieu 24 juillet 2000 et, 10 jours après, c'est l'entrée en vigueur de l'exploitation de la ligne entre Realp et Gletsch. Des glissements de terrain et, une nouvelle fois, les crues de la Reuss engendreront des dégâts d'un montant de CHF 250 000.- environ. Le 10 juillet 2006, la locomotive HGm 2/2 parcourut pour la première fois depuis 1981, date de sa mise hors service, le tunnel hélicoïdal de Gletsch. Le premier coup de pioche signifiant le début des travaux de reconstruction du tronçon Gletsch–Oberwald eut lieu à Oberwald le 27 juillet de la même année.
Le 12 août 2010 et après de coûteux travaux de remise en état de l'infrastructure, négligée durant les dernières années de son exploitation régulière, la ligne a pu revoir la circulation de trains sur l'intégralité de la ligne sommitale de la Furka. La DFB AG procède maintenant à la maintenance et à la rénovation de la ligne et de son propre matériel.

## L'électrification 1942-1981
Comme une partie de la caténaire devait être démontée annuellement en raison des avalanches qui survenaient régulièrement à divers endroits de la ligne. Celle-ci était composée d'un simple fil de cuivre de 70 mm2, lequel était suspendu à des pylônes en bois, eux-mêmes attachés à un socle en béton. Le stockage hivernal de la caténaire se faisait, sur certains tronçons, entre les deux lamelles de la crémaillère et dans des endroits bien protégés. La plus grande partie était enroulée sur des bobines et stockée dans les dépôts de Gletsch et de Realp. Ce travail était accompli par 10 ouvriers et s'échelonnait sur 2 semaines environ. Lors de la reprise de la ligne par la DFB, les restants de la caténaire sur la ligne furent retirés pour des raisons de sécurité.

## Locomotives à vapeur

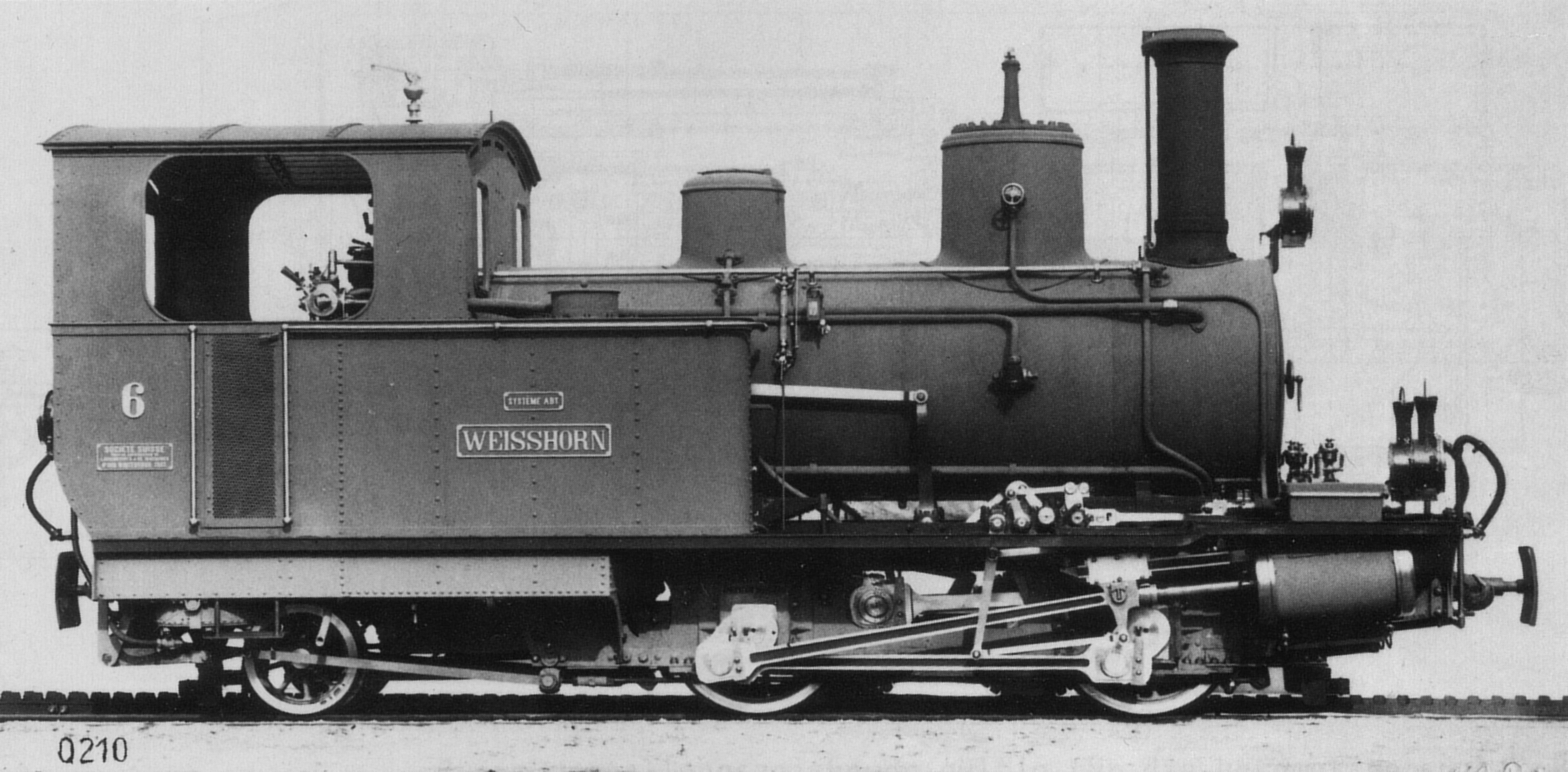
Hg 2/3 en état d'origine.

### Les locomotives à vapeur HG 2/3 de type021
Construite en 1902 pour le Visp-Zermatt-Bahn par SLM Winterthur, elle servit comme locomotive de service à partir de 1941 dans une usine chimique de Coire, les établissements Emser. Exposée comme monument devant une école de Coire à partir de 1965, elle a été cédée à la jeunesse scolaire de Coire en 1988, à condition que la locomotive soit remise en état de fonctionnement. En 1992, elle put reprendre du service, initialement essentiellement afin de participer aux travaux d'infrastructure. Elle fut révisée en 1998 dans les ateliers DFB à Coire, puis en 2006 à Goldau. En novembre 2007, elle subit une révision et prit ses nouvelles couleurs. Aujourd'hui, elle assure encore un service voyageurs sur la ligne. C'est la première locomotive à être remise en service sur le DFB.
Depuis 2010, le MGB prête la n° 7 à la DFB.

#### Données techniques
- Longueur hors tampons : 7724 mm
- Puissance : 260 kW / 350 CV
- Poids à vide : 26 t
- Poids en ordre de marche : 32 t
- Pression de la vapeur : 12 bar
- Vitesse maximum en adhérence : 30 km/h
- Vitesse maximum en crémaillère : 12 km/h
- Charge remorquée à 110 ‰ : 40 t

### Les locomotives à vapeur HG 3/4 de type130

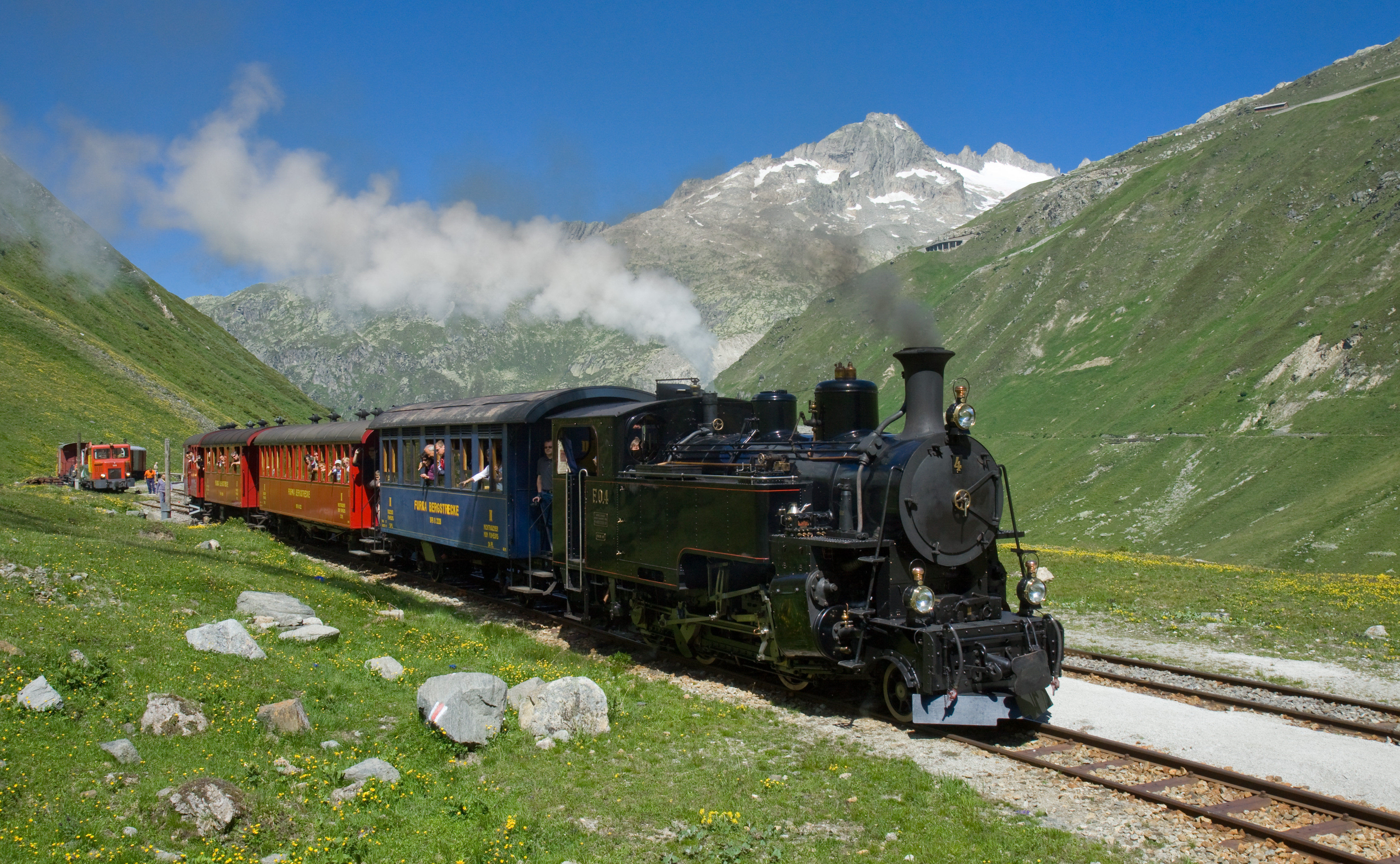
DFB HG 3-4 Muttbach-Belvedere.

En 1942, deux de ces locomotives étaient déjà vendues en Indochine. Alors que le FO maintenait ses huit machines restantes en permanence en état de marche, les Français cherchaient des pièces de rechange pour les leurs. L'époque des réserves de guerre touchait à sa fin, le FO décida que quatre machines suffiraient pour assurer un service d'urgence sans caténaire, mais également pour le déneigement de la voie durant l'hiver. Ils gardèrent donc les locomotives n° 3, 4, 5, et 10. Les quatre autres restantes, les n° 1, 2, 8 et 9 furent vendues au Viêt Nam, via la France, pour la somme de 125 000 francs.
Sous leur nouvelle numérotation, 31-201 à 31-204, elles servirent sur la ligne du Langbian, jusqu'au jour où elles furent contraintes à un repos forcé. En 1988, deux HG 3/4 et deux HG 4/4 furent retrouvées et donnaient l'impression d'être encore utilisables. Le 7 avril 1990 fut signé le contrat d'achat d'un demi-million de francs et, après bien des périples, elles arrivèrent en novembre sur le territoire suisse.
Après une rénovation complète dans les ateliers de Meningen (Allemagne), la HG 3/4 n° 1 « Furkahorn » roule à nouveau depuis le 9 juin 1993 et fut suivie par la HG 3/4 n° 9 « Gletschhorn », le 25 août 1993. 
Une troisième locomotive, la n°4, fut mise à disposition par la Matterhorn-Gotthard-Bahn (MGB, descendant de la FO). Complètement rénovée entre 1999 et juin 2006, elle a repris du service sur la ligne, le 18 juillet 2006.
Les locomotives HG 3/4 n° 2 et 8 servent uniquement comme pièces de rechange pour les autres machines.

#### Données techniques
- Longueur hors tampons : 8750 mm
- Puissance : 440 kW / 600 CV
- Poids à vide : 34 t
- Poids en ordre de marche : 42 t
- Pression de la vapeur : 14 bar
- Vitesse maximum en adhérence : 45 km/h
- Vitesse maximum en crémaillère : 15 km/h
- Charge remorquée à 110 ‰ : 60 t

#### Historique
- N° 1 - Elle fut en service de 1947 à 1969 sur la ligne Thàp Chàm – Dà Lat au Viet Nam et fit son retour en Suisse en 1990. Elle est en service depuis 1992 sous le No DFB 1 – Furkahorn.
- N° 2 - Comme la n° 1, sauf qu'elle n'est pas restaurée et sert de pièces détachées.
- N° 3 - Elle est restée en service au FO jusqu'en 1967 et fut donnée au Blonay-Chamby. Depuis 1970, elle y roule sous le n° BFD 3.
- N° 4 - Elle est restée en service sur les réseaux des RhB et FO jusqu'en 1972. En 1997, elle fut tout d'abord prêtée au DFB et finalement donnée en 2010. Elle est en service depuis 2004 au DFB.
- N° 5 - Elle est restée en service au FO jusqu'en 1968 et fut démolie par la suite.
- N° 6 - Elle fut en service de 1946 à 1951 aux VFD Voies Ferrées du Dauphiné et fut démolie par la suite.
- N° 7 - Elle fut en service de 1940 à 1943 au BAM (Bière - Apples - Morges), puis de 1947 à 1951 puis aux VFD (Voies Ferrées du Dauphiné) et fut démolie par la suite.
- N° 8 - Comme la n° 2.
- N° 9 - Comme la n° 1. Elle est en service depuis 1992 sous le n° DFB 9 - Gletschhorn.
- N° 10 - Elle est restée en service au FO jusqu'à ce qu'elle fut démolie par une avalanche le 15 mai 1965. Cet accident fit 3 morts et un blessé grave.

### Les locomotives à vapeur HG 4/4 de type040
Fabriquées en 1924 et 1930 par SLM Winterthur, les locomotives HG 4/4 n° 704 et 708 furent vendues directement au Viêt Nam. Elles furent rapatriées en Suisse en même temps que les HG 3/4. Depuis 2004, elles sont en cours de rénovation.
La locomotive HG 4/4 n° 706 sert elle comme pièces de rechange pour les autres machines.

#### Données techniques
- Longueur hors tampons : 8950 mm
- Poids en ordre de marche : 45 t
- Puissance ; 600 kW / 800 CV
- Pression de la chaudière : 14 bar
- Vitesse maximum en adhérence : 40 km/h
- Vitesse maximum en crémaillère : 15 km/h
- Charge remorquée à 110  ‰ : 75 t

## Locomotives diesel

### En service
- L'HGm 2/2 n°51 fut acquis en 1986 et fut mis en service en 1987. Il n'est autre que l'ex "Baulok* utilisé lors de la construction du tramway souterrain de Zürich.
- Le Tm 2/2 n°91, construit par Robert Aebi à Zürich et Saurer AG  à Saint-Georgen (SG), fut acquis et mis en service en 2006. Il provient des RhB  (Chemins de fer Rhétiques).
- Le Tm 2/2 n°92, construit par Robert Aebi à Zürich et Saurer AG  à Saint-Georgen (SG), fut acquis et mis en service en 2007. Il provient des RhB.
- Le Tm 2/2 n°506, construit par Victor Asper Maschinenfabrik à Küsnacht en 1953, fut acquis et mis en service en 1994. Il provient des CJ (Chemins de fer du Jura).
- Le Tmh 2/2 n°985, construit Robert Aebi à Zürich en 1965, fut acquis en 2004 et fut mis en service le 30 juin 2007. Il provient du ZB (Zentralbahn).
- Le Tmh 2/2 n°986, construit Robert Aebi à Zürich en 1965, fut acquis en 2005. Il provient du ZB (Zentralbahn).
- Le Xmh n°4961, construit par Victor Asper Maschinenfabrik à Küsnacht en 1945, fut acquis et mis en service en 1988. Il provient de l'ancien FO (Furka-Oberalp).
- Le Xmp Schienenvelo, fut acquis en 1985 et mis en service en 1999. Il provient des RhB. À noter qu'il est propulsé, par un moteur Sachs d'un simple vélomoteur qui peut être aidé par des pédales.
- Les Gm 3/3 N° 231-233, Locotracteurs Gaston Moyse, Paris / 1975-1976. En 2021, la compagnie reprend ces machines des Chemins de fer rhétiques[5].

#### Mis au rebut
- Le Tm 2/2 n°68, construit par Robert Aebi à Zürich en 1948, fut acquis en 1990 et mis en service en 1992. Il provient des RhB.
- Le Xmh n°3962, construit par Victor Asper Maschinenfabrik à Küsnacht en 1941, fut acquis et mis en service en 1988 et mis au rebut, puis démoli en 1997 à la suite d'un accident. Il provient de la ligne Brunig-Napf-Reuss.
- Le Xm Toni fut acquis et mis en service en 1985 et mis au rebut en 2005. Depuis 2008, il se trouve au musée du DFB après sa remise à son état d'origine.

### En préparation
- Le CMfh Benzintriebwagen n°21, construit par SLM à Winterthur et SIG à Neuhausen en 1927. Il fut acquis en 1996 du Musée des Transports de Lucerne. Il est en rénovation depuis 2007 aux ateliers d'Aarau.

## Locomotive électrique
Cela surprend d'apprendre qu'une locomotive électrique fait partie du parc, sachant bien que la ligne sommitale de la Furka n'est pas électrifiée. Il s'agit donc de la HGe 4/4 n°16, construite en 1939 par SLM à Winterthur pour le BVZ (Brigue Viège Zermatt), qui a fusionné avec la compagnie Furka-Oberalp (FO) pour donner le Matterhorn-Gotthard-Bahn (MGB) en 2003. Elle a servi comme prototype pour les locomotives de la série 30 des FO. Elle fut acquise le 13 juillet 2007 et fut remorquée par la HG 3/4 n°4 jusqu'à Gletsch le 10 septembre de la même année. Elle est actuellement remisée au dépôt de Gletsch et un projet est en cours pour un futur passage à la traction diesel.

## Construction et exploitation actuelle

### Realp - Tiefenbach

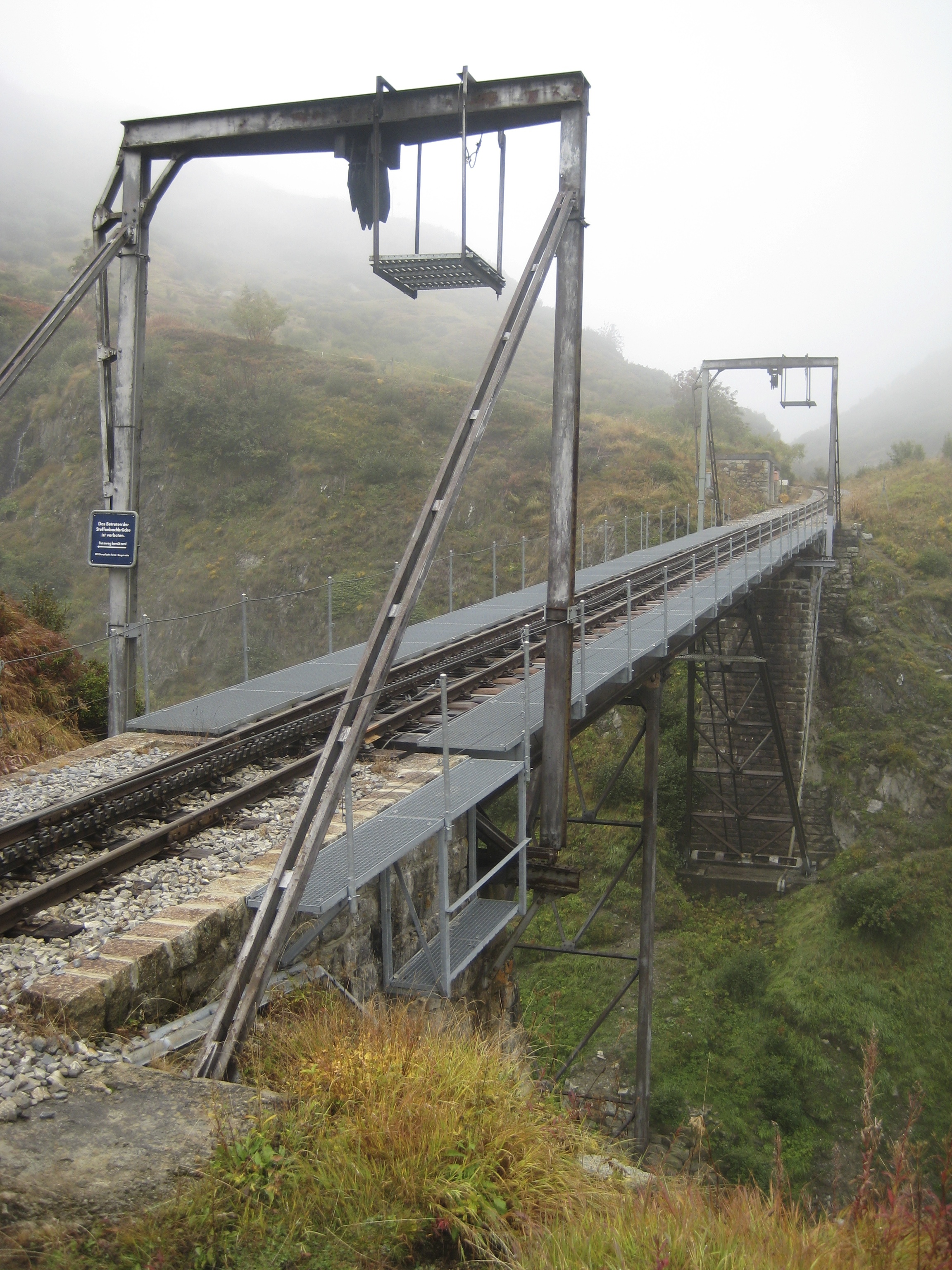
Le Pont du Steffenbach en septembre 2013.

Ce premier tronçon fut mis en service le 11 juillet 1992 et mesure 3,2 km, dont 2,6 en crémaillère, avec des rampes allant jusqu'à 110 ‰. Dans le sens de la marche, on peut voir sur la gauche la ligne du MGB qui s'enfonce dans le tunnel de base de la Furka, alors qu'à droite se trouve le dépôt DFB de Realp. De là, la ligne suit la Reuss sur sa rive gauche jusqu'à l'embouchure d'un de ses affluents, la Witenwasserenreuss. La première section à crémaillère commence donc ici et est empruntée à la vitesse de 10 km/h. C'est après une courte rampe que la ligne franchit le pont de Wiler, long de 70 mètres et de 17 mètres de haut, qui surplombe la Furkareuss. À l'origine, il s'agissait d'un ouvrage entièrement en maçonnerie, mais, à la suite de son effondrement en 1955, il fut reconstruit en acier et maçonnerie.
En suivant la rive droite de la Furkareuss, la ligne continue de monter sur des rampes de même déclivité et passe ainsi les trois tunnels du Alt-Senntumstafel, lesquels furent restaurés dans les années 1980. Elle atteint ainsi le célèbre pont du Steffenbach, long de 36,24 mètres et d'environ 18 mètres de haut, qui, par un ingénieux mécanisme, peut être divisé en trois parties, le protégeant ainsi des avalanches durant l'hiver. Il fut construit à l'origine en maçonnerie, et à la suite de sa destruction en 1914, c'est l'entreprise TH. Bell & Cie. à Kriens en 1925 qui créa le nouveau qui fut mis en service le 25 août de la même année. La partie côté Realp mesure 11,3 mètres et celle côté Furka 11,65 mètres. Elles sont retirées à l'aide de treuils de chaque côté sur la ligne même, alors que la partie intermédiaire, longue de 13,29 mètres, et les pieds sont repliés sur les flancs du ravin.
Après avoir gravi encore quelques centaines de mètres, la ligne arrive au lieu-dit Kalt Herbrig, un petit plateau où elle est dépourvue de crémaillère. Elle s'arrête ensuite à la station de croisement de Tiefenbach (1849 m d'altitude). Les locomotives font ici le plein d'eau qui provient du lac artificiel de Göscheneralp situé dans la vallée voisine. On ne peut voir qu'une façade du bâtiment de la halte, car celui-ci a été creusé entièrement dans le rocher, le protégeant ainsi des avalanches.
Le dénivelé franchi est de 303 mètres.

### Tiefenbach - Furka

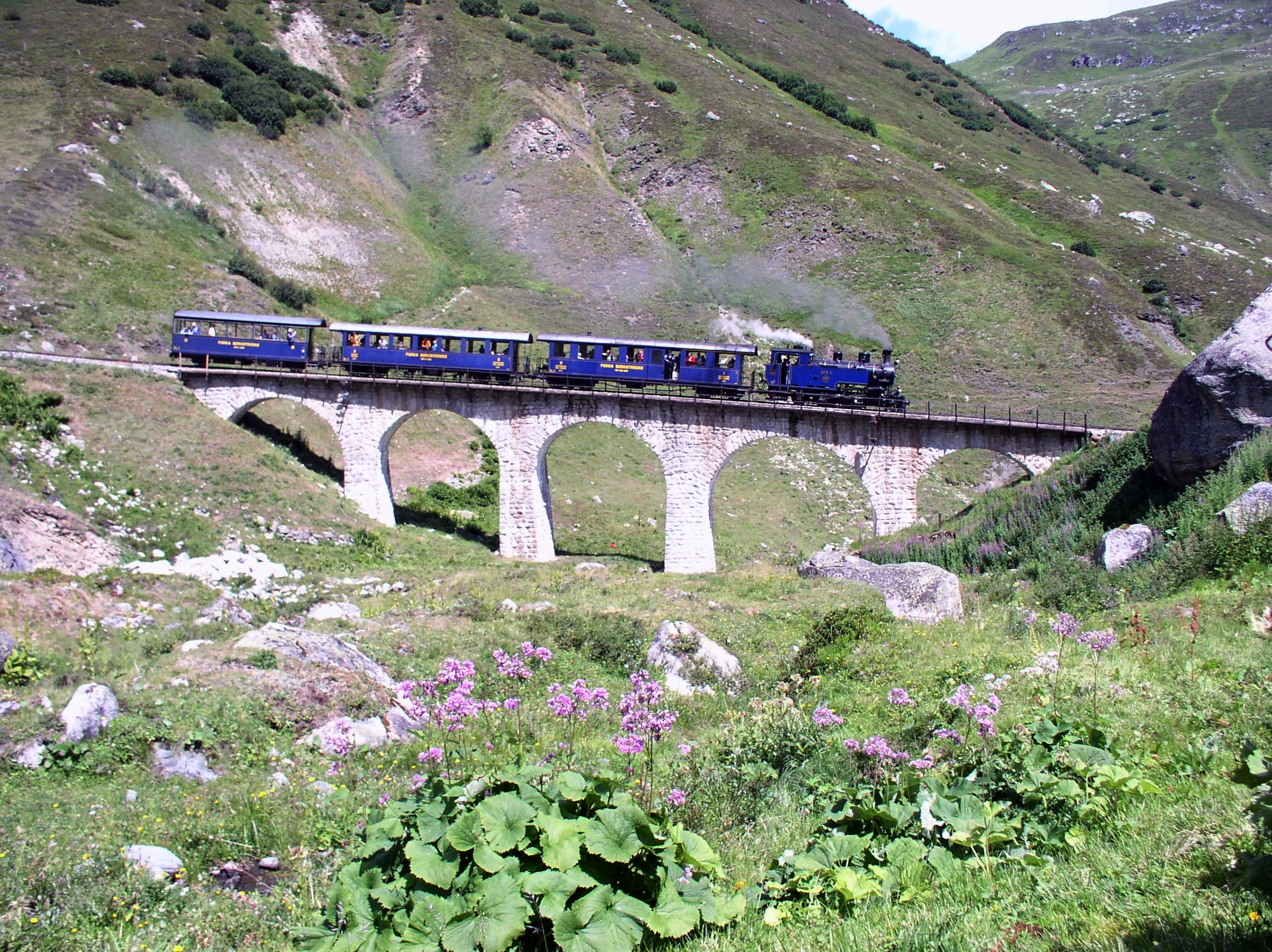
Le pont du Steinstafel en 2006.

Ce deuxième tronçon fut mis en service le 30 juillet 1993. C'est juste après le franchissement de l'aiguille de sortie que la ligne reprend la seconde section à crémaillère longue de 3 km. À Steinstafel, la ligne franchit une nouvelle fois la Furkareuss sur le viaduc de Steinstafel, long de 54 mètres et haut de 12, construit en maçonnerie et qui demeure toujours dans son état d'origine.
La montée de la ligne continue à flanc de montagne et à travers des prairies d'alpage. Elle franchit ensuite le pont du Sidelenbach (1 950 m d'altitude) et, 3 km après Tiefenbach, elle atteint la station Furka située à 2 163 mètres. La station est équipée de plusieurs voies et d'une plaque tournante. Elle possède également une grue à eau, un petit restaurant et des locaux de service. Ceux-ci abritent les installations de sécurité pour le tunnel sommital situé un peu plus loin.
Le dénivelé franchi est de 314 mètres.

### Furka - Tunnel sommital - Muttbach-Belvédère
Ce troisième tronçon fut mis en service en le 14 juillet 2000. C'est donc juste après la sortie de la station Furka, la ligne pénètre par le portail est dans le tunnel sommital de la Furka, long de 1 874 mètres, qui passe simultanément sous le Blauberg (la montagne bleue) et la route du col de la Furka. Celui-ci fut construit 1913 et 1916 et possède des portes qui demeurent fermées l'hiver pour éviter que la neige s'y engouffre. Il fut restauré non sans peines dans les années 1990 à la suite des conditions géologiques que l'on rencontre dans le tunnel, ce qui explique que le tronçon Realp - Gletsch n'a pu être ouverte au trafic que le 14 juillet 2000.
Le point le plus élevé de la ligne sommitale est alors franchi et se situe à l'intérieur même du tunnel sommital à une altitude de 2 165 mètres. C'est également là que la ligne quitte le canton d'Uri pour entrer dans celui du Valais.
À la sortie du portail ouest du tunnel, la ligne aboutit dans la halte de croisement de Muttbach-Belvédère à 2 120 mètres. Cette halte a été installée sur le matériel d'excavation du tunnel et porte le nom du petit cours d'eau qui prend sa source au Glacier de Mutt. Le titre de Belvédère a été emprunté à un hôtel « belle époque » situé non loin.
Le tronçon Furka - Muttbach mesure 1,8 km et il ne comporte pas de crémaillère. 
Le dénivelé franchi est de 43 mètres.

### Muttbach-Belvédère - Gletsch

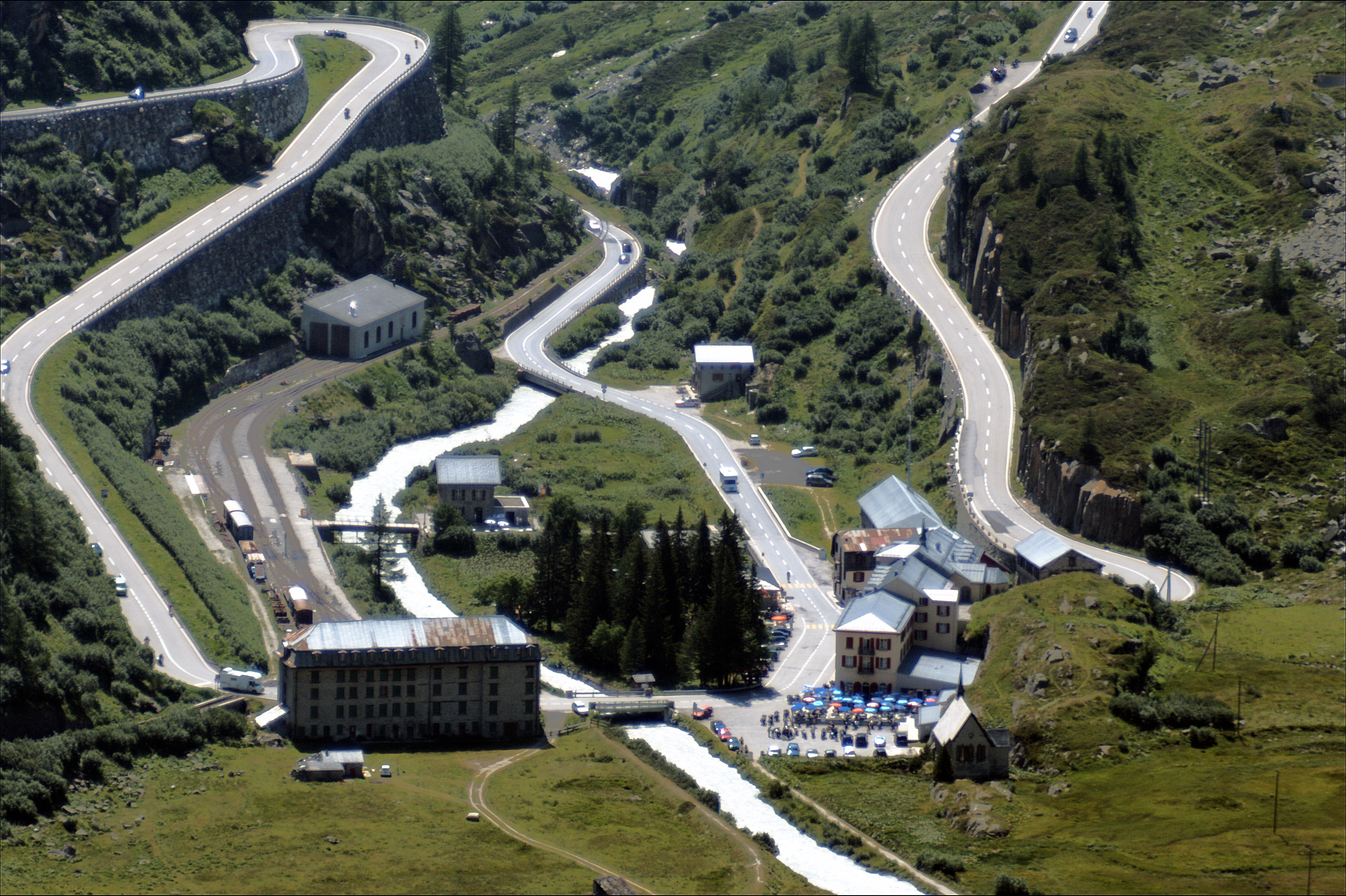
Une vue aérienne de Gletsch en juillet 2005.

Ce quatrième tronçon fut mis en service en 2000 et mesure 3,4km, dont 3,3 en crémaillère. Juste après l'aiguillage de sortie de la station de Muttbach débute la troisième section à crémaillère dont la déclivité est de 110 ‰.
Sur son trajet vers le fond de la cuvette de Gletsch, la ligne croise à deux reprises la route du col de la Furka. Lors de l'existence du premier passage à niveau, celui-ci demeurait être extrêmement dangereux de par le dépassement de la crémaillère du revêtement de la route et causa de nombreux accidents. Dès lors, un premier projet de passage sous-route en dessous de Muttbach a dû être abandonné en raison de son prix exorbitant. La solution finalement adoptée consistait à créer un nouveau tracé pour la voie ferrée des deux côtés de l'ancien passage à niveau. C'est là que la ligne atteint son inclinaison maximale, soit une pente de 118 ‰. Le croisement avec la route se fait sans crémaillère en raison de sa faible pente de 30 ‰. Anciennement, on agitait des drapeaux rouge lors du passage d'un train, mais maintenant, c'est le mécanicien qui actionne la signalisation lumineuse par un signal radio.
La quatrième section à crémaillère débute après le croisement avec la route à Muttbach et prend fin à l'arrivée à Gletsch, juste avant que la ligne franchisse une nouvelle fois la route du col (en bas à gauche de l'image) et rentre en gare.
La gare de Gletsch (1 762 mètres), est équipée d'un bâtiment d'accueil abritant des bureaux et une petite boutique. Celle-ci possède plusieurs voies et une plaque tournante. Mais également une grue à eau et une remise à locomotives à deux voies. Gletsch a été le terminus provisoire de la ligne sommitale de 2000 à 2010.
Le dénivelé franchi est de 358 mètres.

### Gletsch - Oberwald

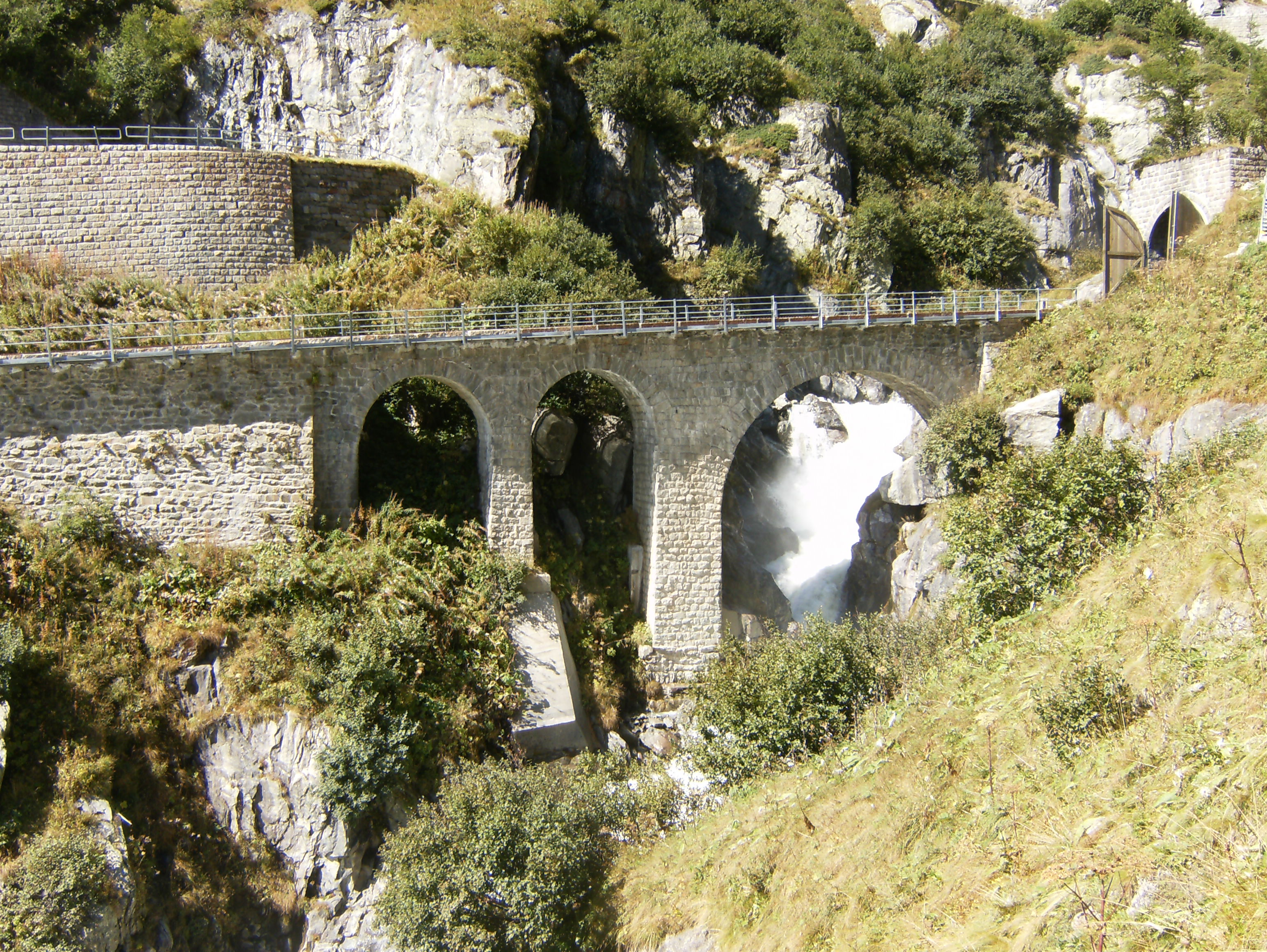

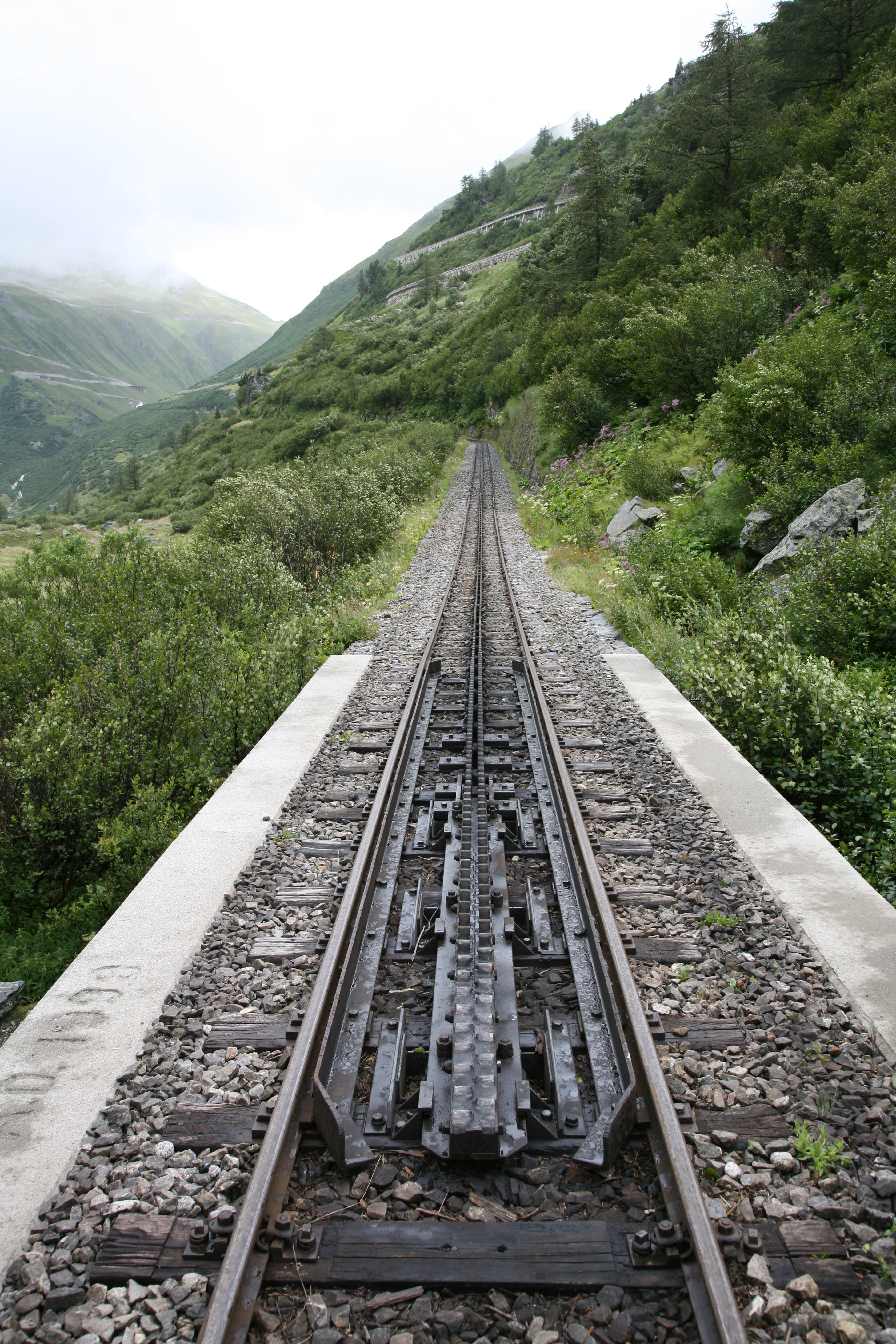
Passage adhérence à crémaillère.

Ce cinquième tronçon fut mis en service en 2010, assurant ainsi la totalité de la ligne entre Realp et Oberwald. À la sortie de Gletsch, la ligne franchit une nouvelle fois la route cantonale. C'est juste après ce passage à niveau que commence la cinquième section à crémaillère. La pente alors s'accentue progressivement pour atteindre une déclivité allant jusqu'à 110 ‰.
Ensuite, la ligne passe successivement sur un viaduc conservé actuellement à l'état d'origine, puis sur un remblai qui remplace un pont qui n'avait pas résisté aux nombreuses avalanches. La voie s'engouffre ensuite dans un tunnel hélicoïdal long de 578 mètres (à droite sur l'image). Celui-ci à une pente de 80 ‰ et un rayon de 80 mètres. La spirale tourne sur 340 degrés et la ligne en ressort 46 mètres plus bas. Immédiatement après la sortie du tunnel, la ligne train franchit un nouveau pont construit en pierres naturelles et long de 55 mètres. Ce pont à 3 arches surplombe le Rhône à 12 mètres de hauteur. Durant la descente des gorges du Rhône, la ligne se situe alors à flanc de montagne et passe encore sur plusieurs viaducs.
À la sortie des gorges, la ligne s'éloigne de la rivière. Elle traverse une forêt de mélèzes et franchit la route du col sur le viaduc de Lammen, long de 88 mètres, qui à l'origine était une construction entièrement en maçonnerie. Il a été amputé de ses deux arches centrales en 1986 pour permettre l'élargissement de la route qu'il enjambe. En 1987, la pose d'un tablier en poutrelles d'acier vint colmater ainsi la brèche existante.
La ligne sort ensuite de la forêt à quelques centaines de mètres en aval du pont de Lammen. Après avoir traversé des prés, la ligne passe par-dessus le Rätischbach sur un pont long de 25 mètres. À l'approche de la gare d'Oberwald, la ligne franchit un ultime passage à niveau, situé juste au-dessus du tunnel de base de la Furka, de construction unique au monde. Celui-ci possède en effet une crémaillère qui est totalement escamotable, permettant ainsi le passage des véhicules sans dangers.
Le dénivelé franchi est de 396 mètres.
La ligne est actuellement exploitée de mi-juin à fin septembre, à raison d'un aller-retour par jour (deux en juillet).
Des travaux ont lieu actuellement sur la dernière section, entre Gletsch et Oberwald. D'importants dons reçus par la société concessionnaire a permis la réouverture de cette section à de premiers voyages dès la mi-août 2010, et à un service touristique régulier dès la saison 2011. En parallèle sont menés les travaux d'entretien de la ligne déjà exploitée, d'extension du dépôt de Realp et le renforcement de la sécurité des installations.
Disposant d'une concession fédérale, la société DFB AG est sous le contrôle de l'Office fédéral des transports (OFT). La reconstruction, l'entretien et l'exploitation de l'infrastructure et du matériel sont presque exclusivement exécutés par des bénévoles, pendant leur temps libre, membres d'une association qui regroupe 22 sections, dont 9 en Allemagne, et plus de 7 500 membres adhérents.

## Ateliers
Actuellement, la DBF possède plusieurs ateliers, dont un seul se situe sur la ligne proprement dite.

### Ateliers vapeur
Le DFB en possède deux. Le premier est celui de Realp, construit en 1989-1990 et agrandi entre 2010 et 2013. Il sert aux travaux d'entretien courant, les petites réparations des locomotives à vapeur, ainsi que les wagons, mais également pour toutes les révisions R1. Le deuxième est celui d'Uzwil (jusqu'en 2013 Coire) et sert pour les révisions R3 et rénovations des locomotives. Comme anciennement à Coire, l'atelier d'Uzwil ne dispose d'aucun raccordement ferroviaire, ce qui signifie que tous les véhicules doivent être transportés par la route jusqu'à celui-ci. Actuellement s'y trouvent les fameuses HG 4/4 n° 704 et 708.

### Atelier Diesel
Depuis 2010, l'atelier des machines Diesel est également situé à Realp. Il sert pour tous les travaux d'entretien et, si nécessaire, les réparations sont effectuées pendant l'été. Pendant la saison hivernale, il sert pour les travaux de révisions et de transformation.

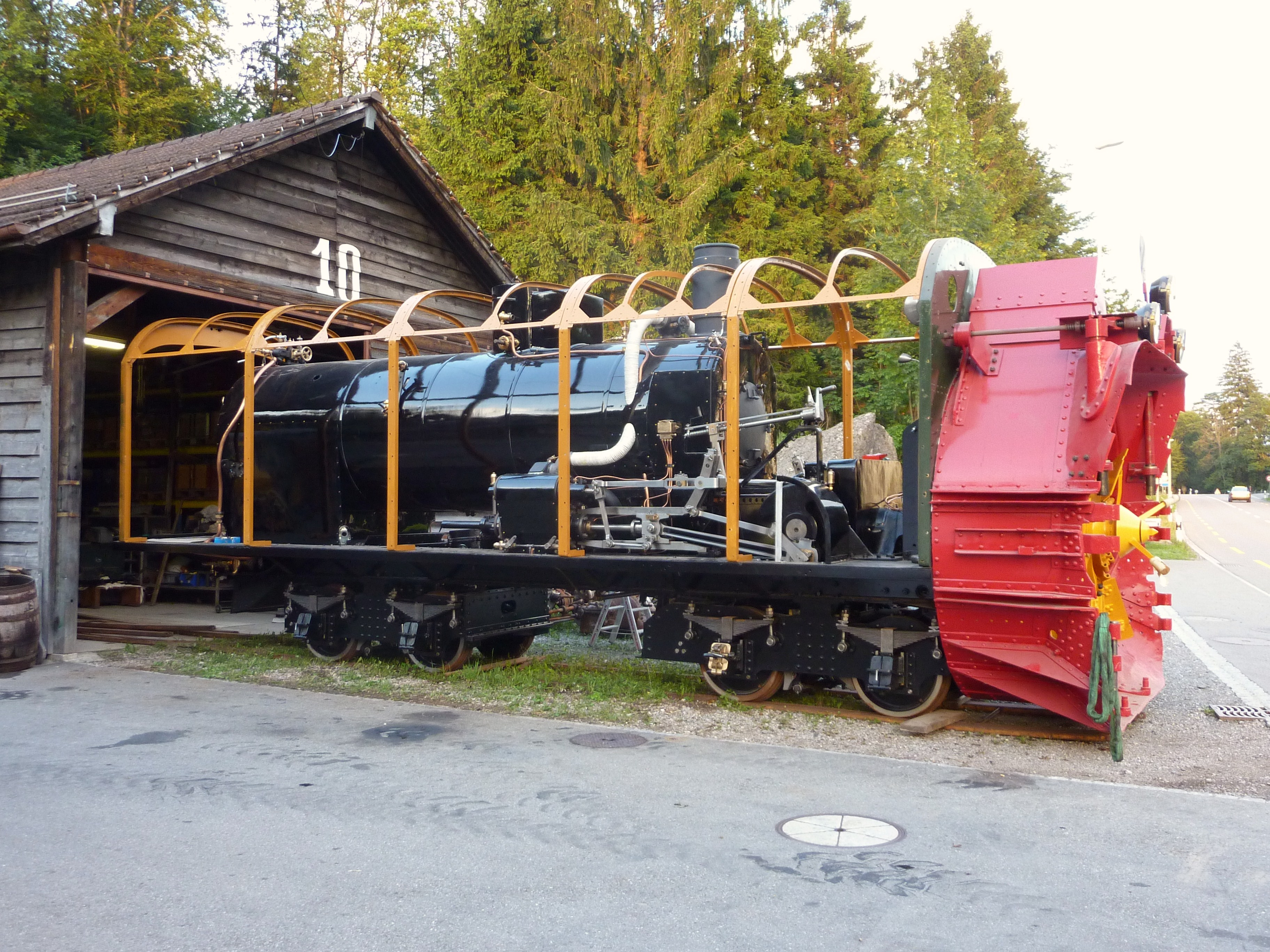
Souffleuse R12 à Goldau 11.2010.

### Atelier wagons
Le troisième atelier est situé à Aarau et utilisé pour la révision des wagons.

### Atelier privé
Le quatrième se trouve à Goldau où est actuellement en cours de révision la souffleuse à neige XRotd R 12.

### Atelier travaux
Ce dernier se trouve à Göschenen et sert pour les machines sur pneus ou à chenilles utilisées pour le déblaiement de la neige.

## Musée
Un petit musée est ouvert par les employés de la ligne sommitale de la Furka à la station de Realp avec diverses pièces d'exposition témoignant ainsi son histoire. On peut y découvrir, entre autres, le wagon WS 30031, construit en 1923 par la société Horme et Buire à Lyon (France) qui fit son retour du Viêt Nam en même temps que les locomotives HG 3/4 et HG 4/4. À l'intérieur y sera aménagée beaucoup d'information sur cette aventure nommée "Back to Switzerland".

## Images

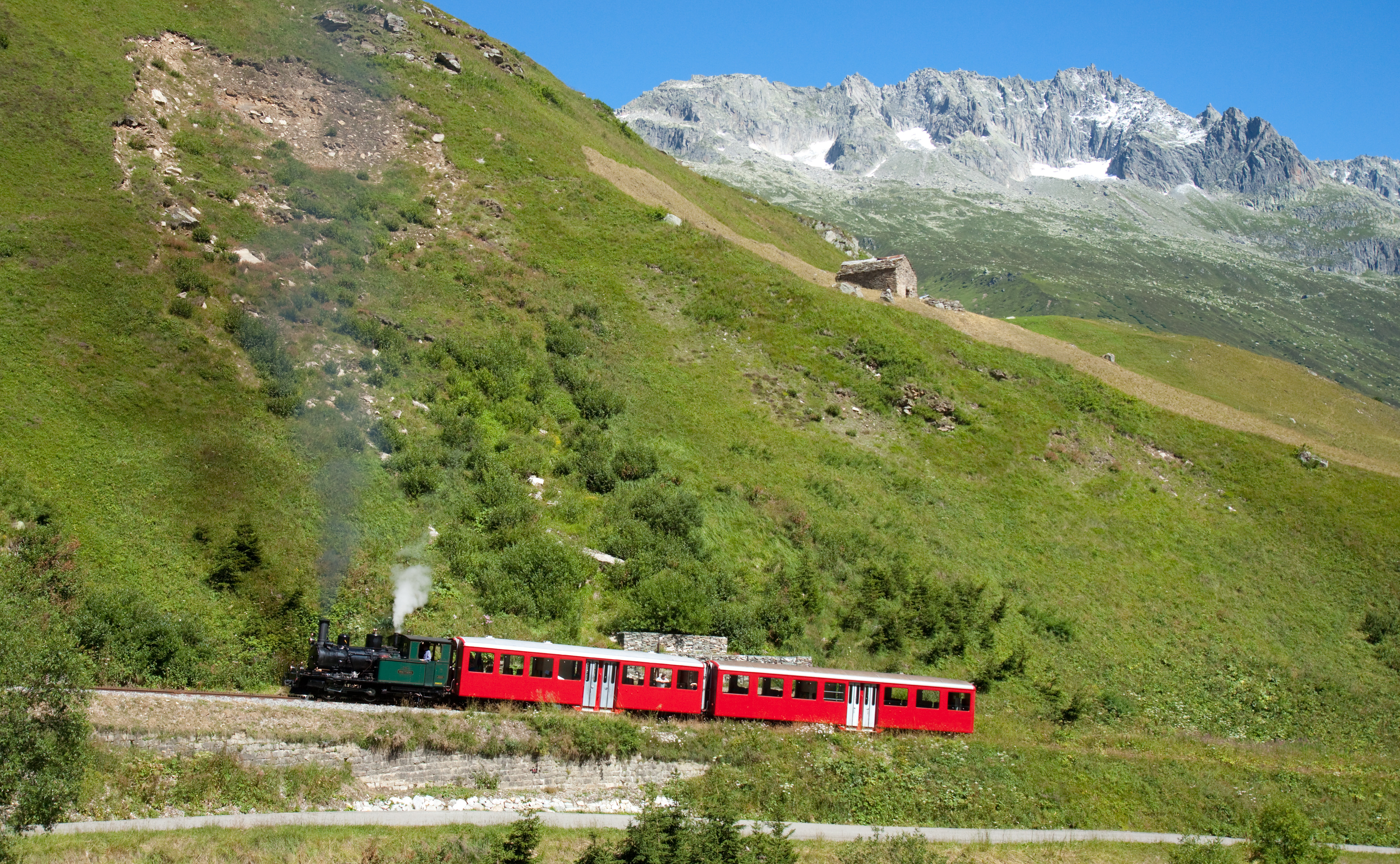
Realp, début de la crémaillère.
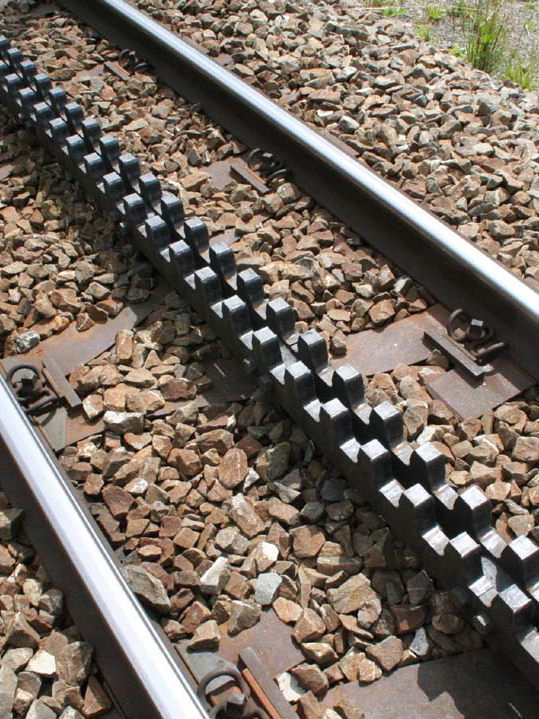
Détail de la crémaillère système Abt.
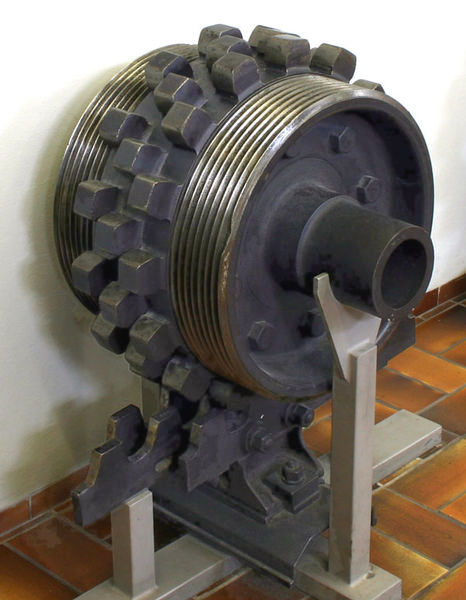
Détail de la roue à crémaillère.
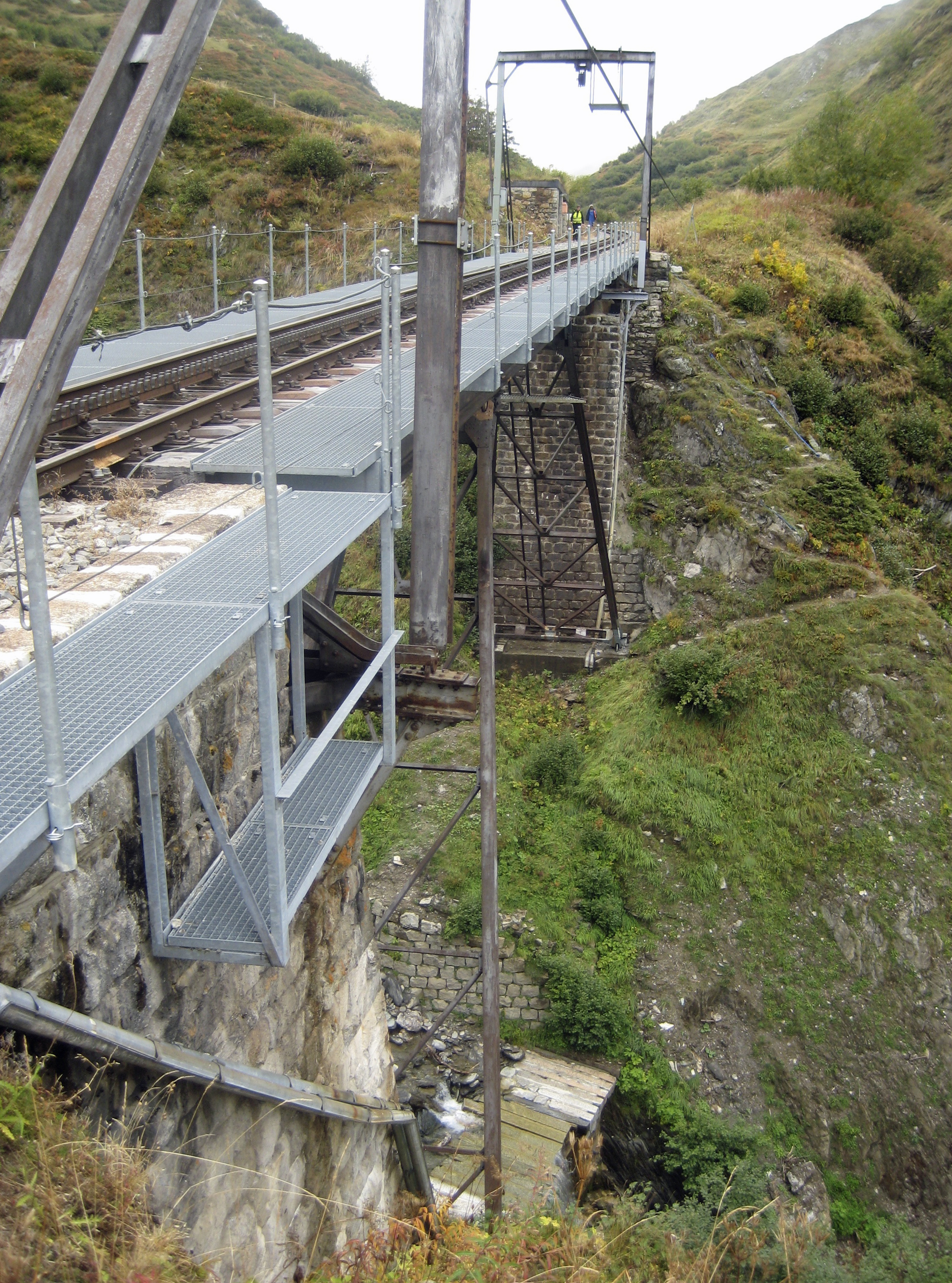
Le pont du Steiffenbach.
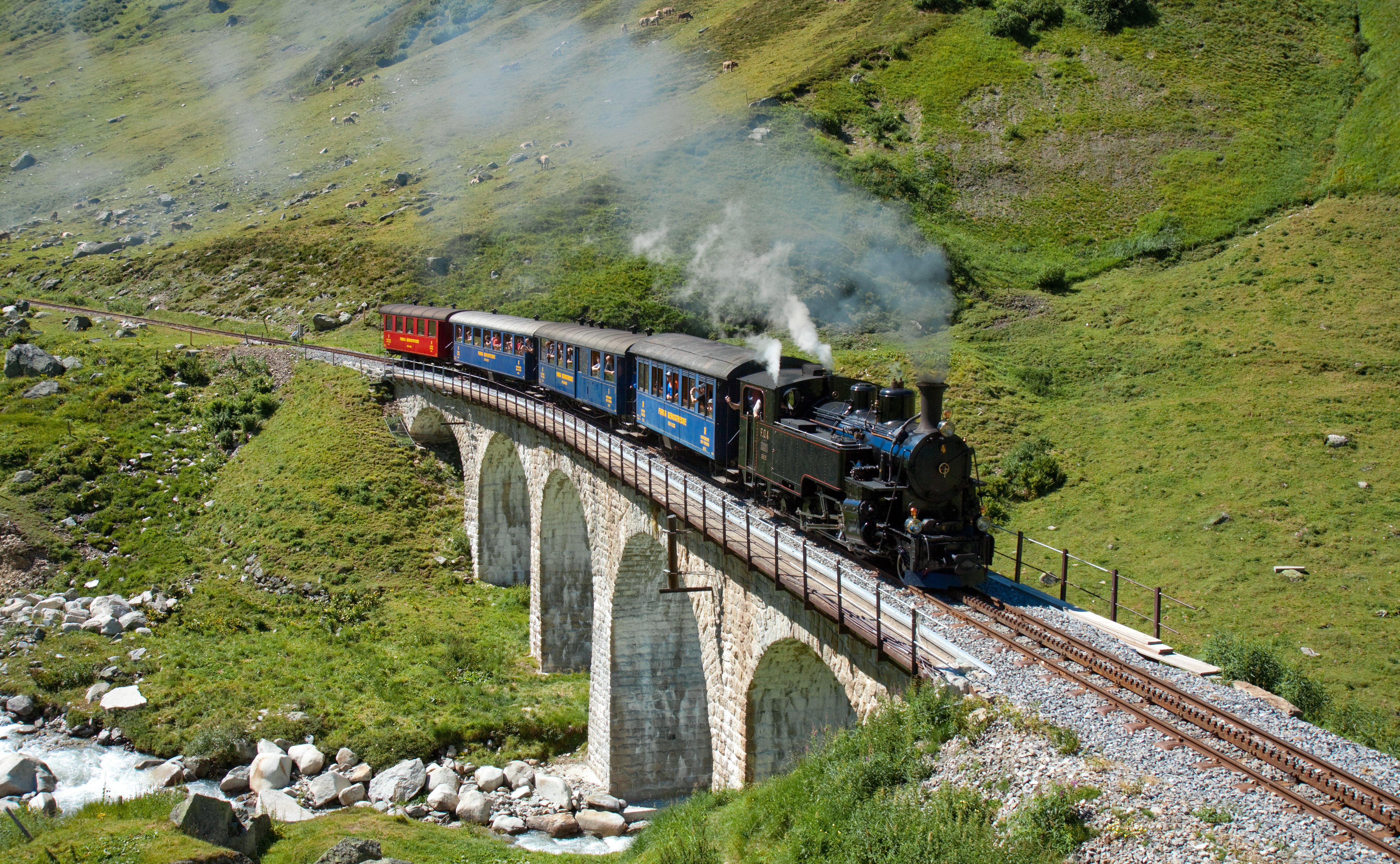
Le pont du Steinstafel en 2010.
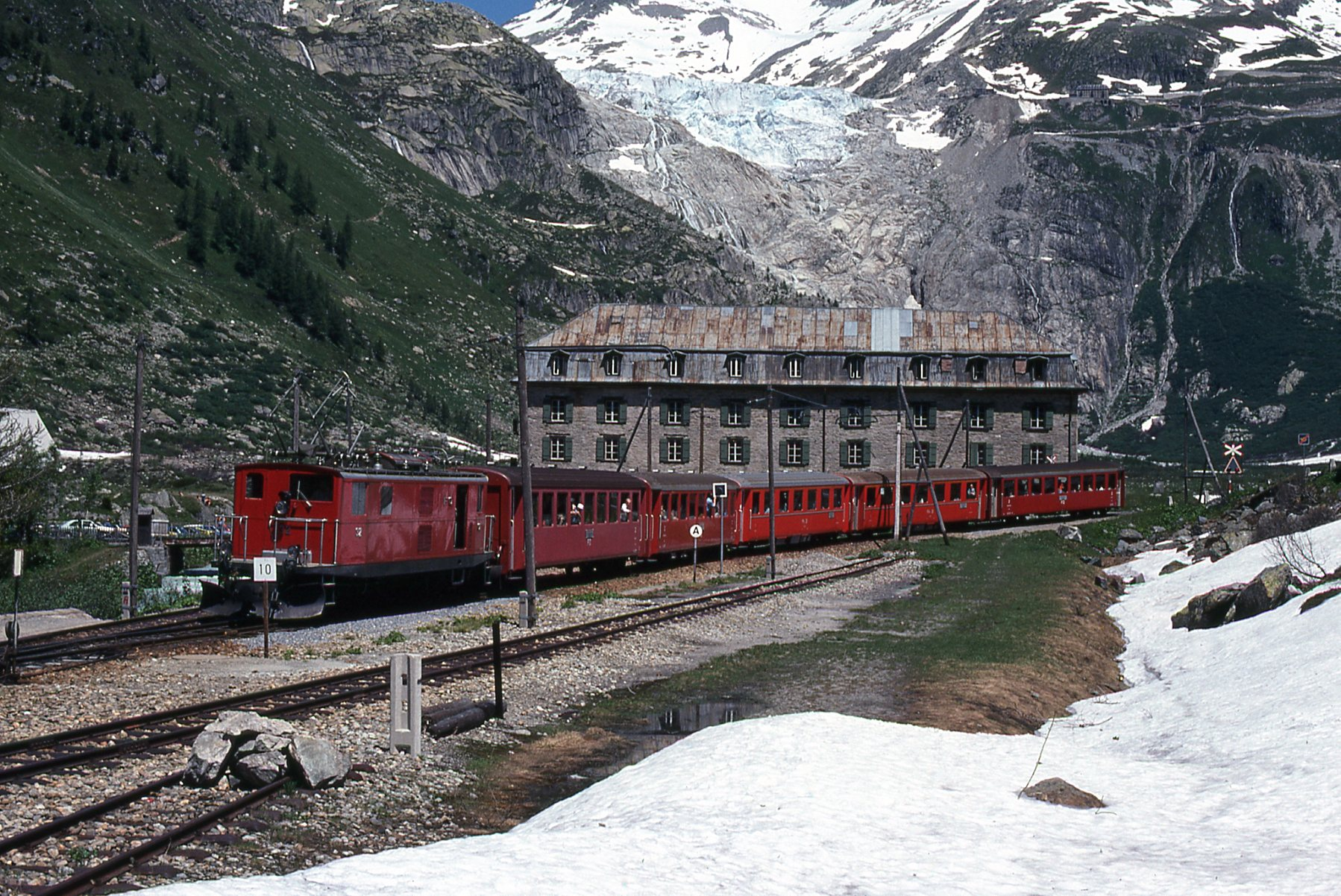
Gare de Gletsch en 1980.
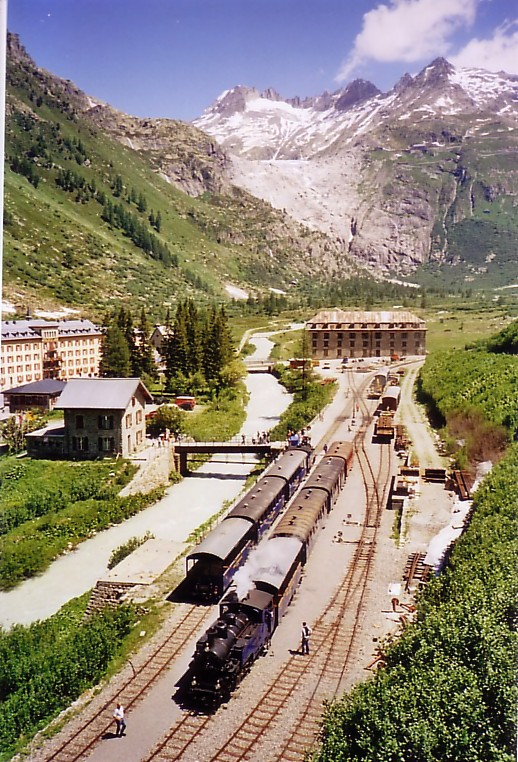
Gare de Gletsch en 2006.
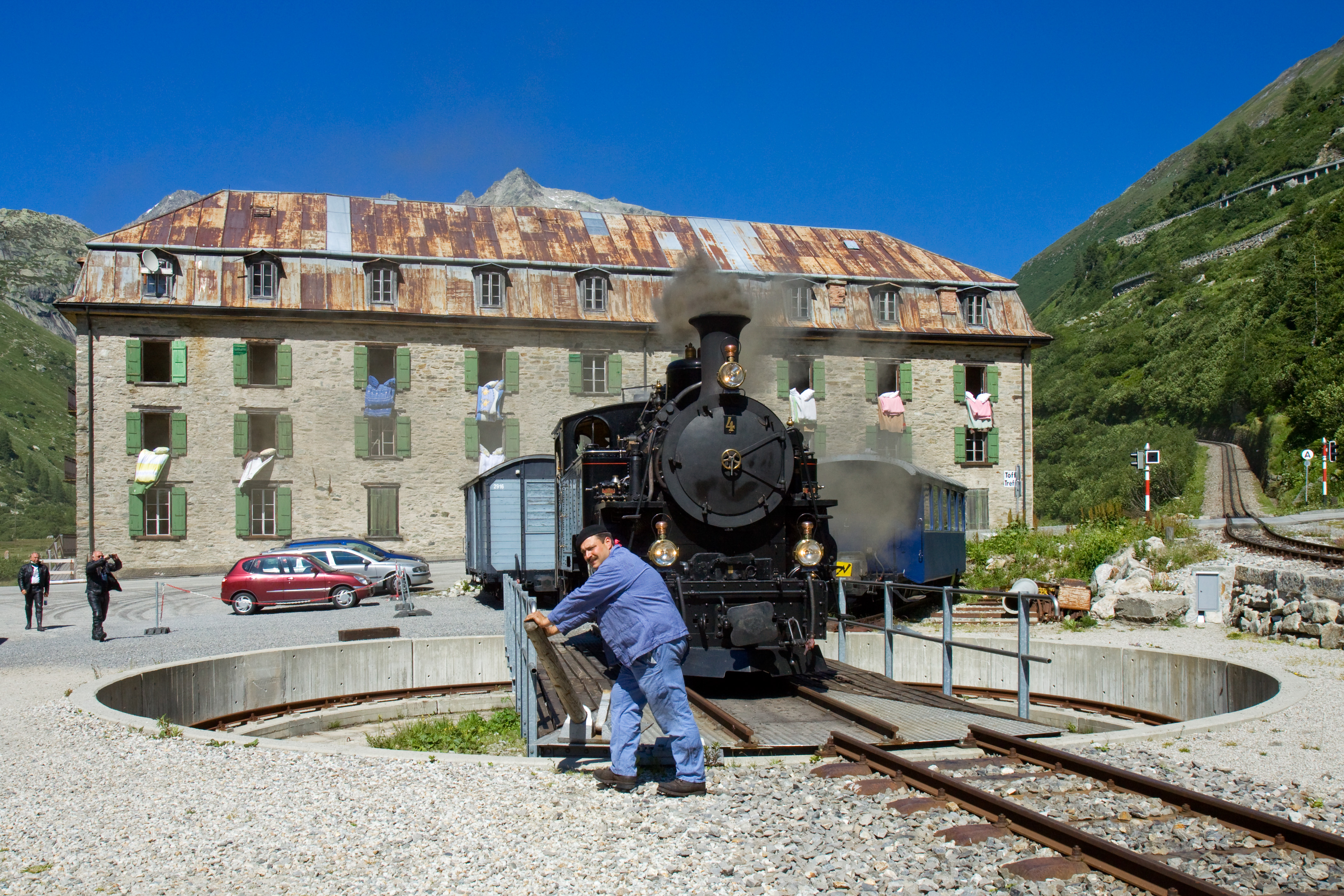
Plaque tournante de Gletsch en 2011.
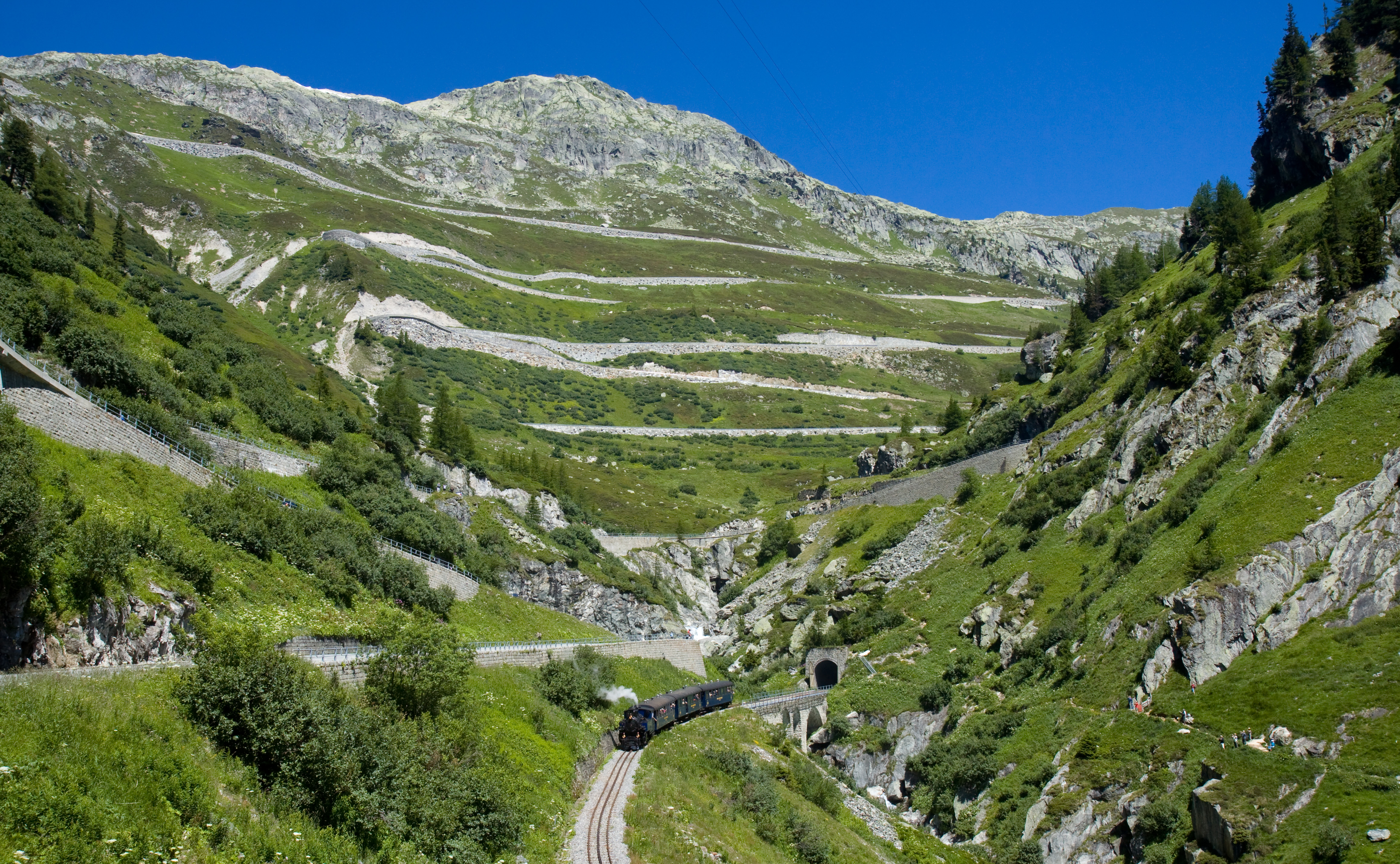
Sortie du tunnel hélicoïdal.
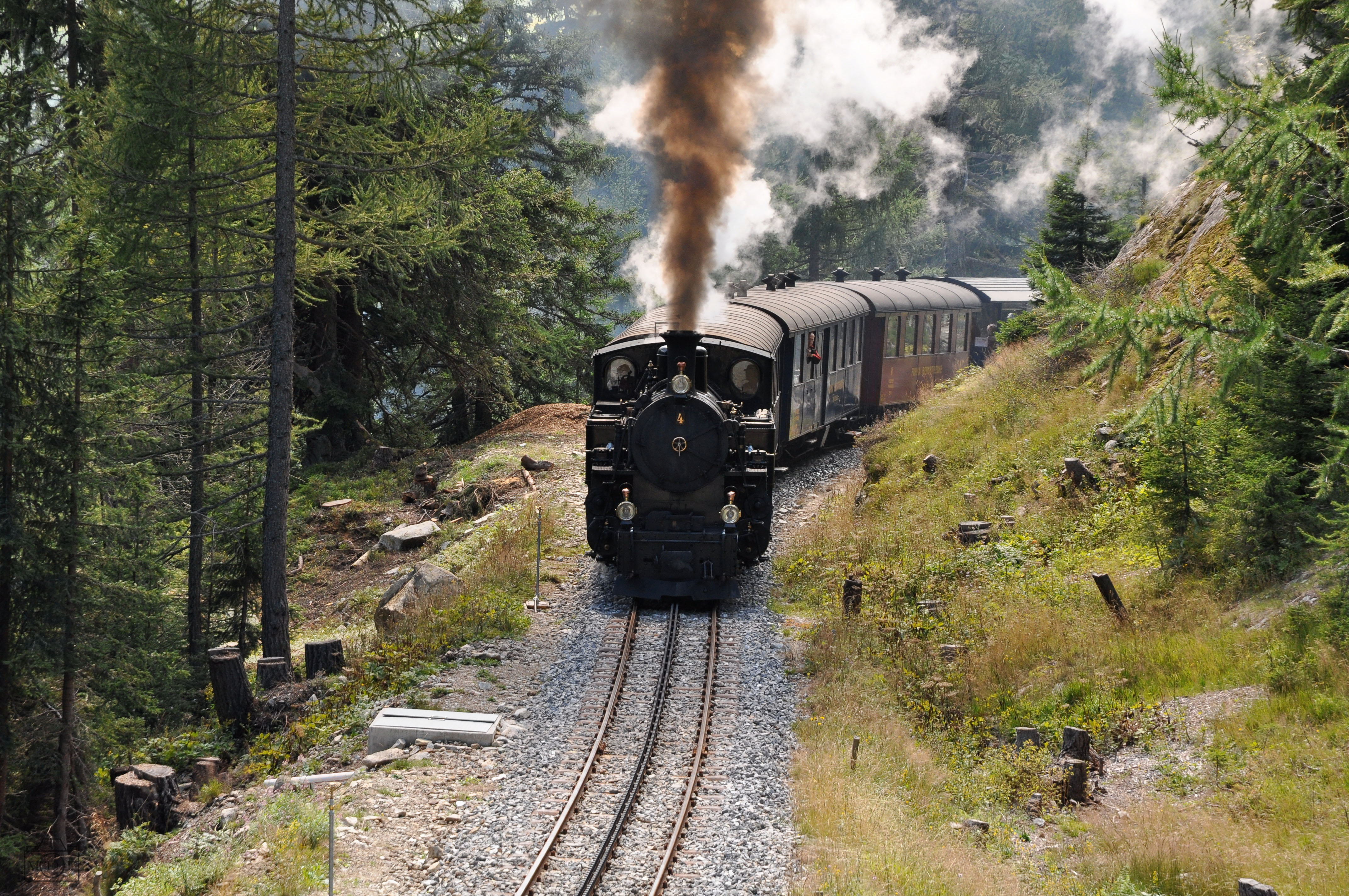
À travers la forêt de Mélèzes.
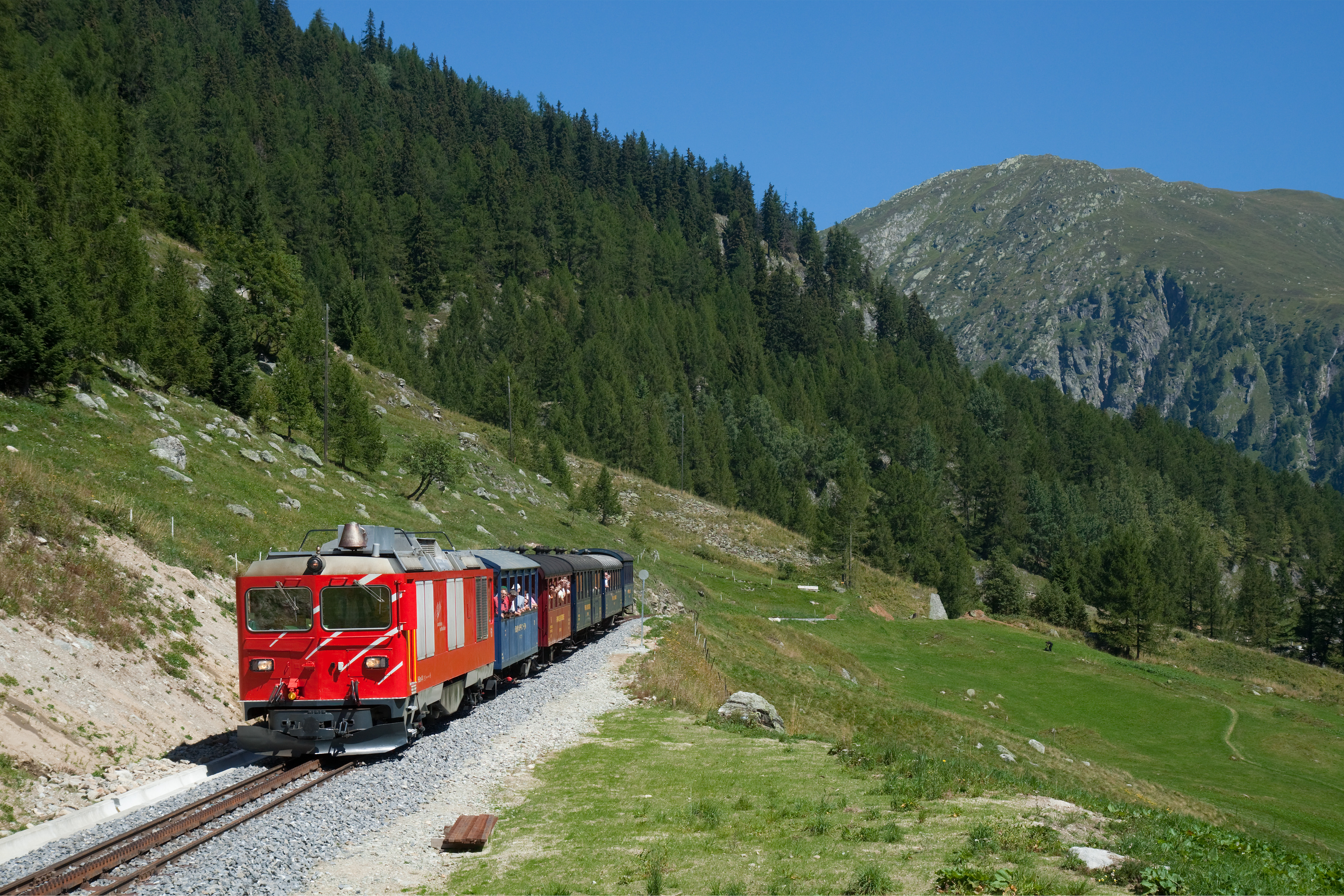
HGm 4-4 à l'approche d'Oberwald.
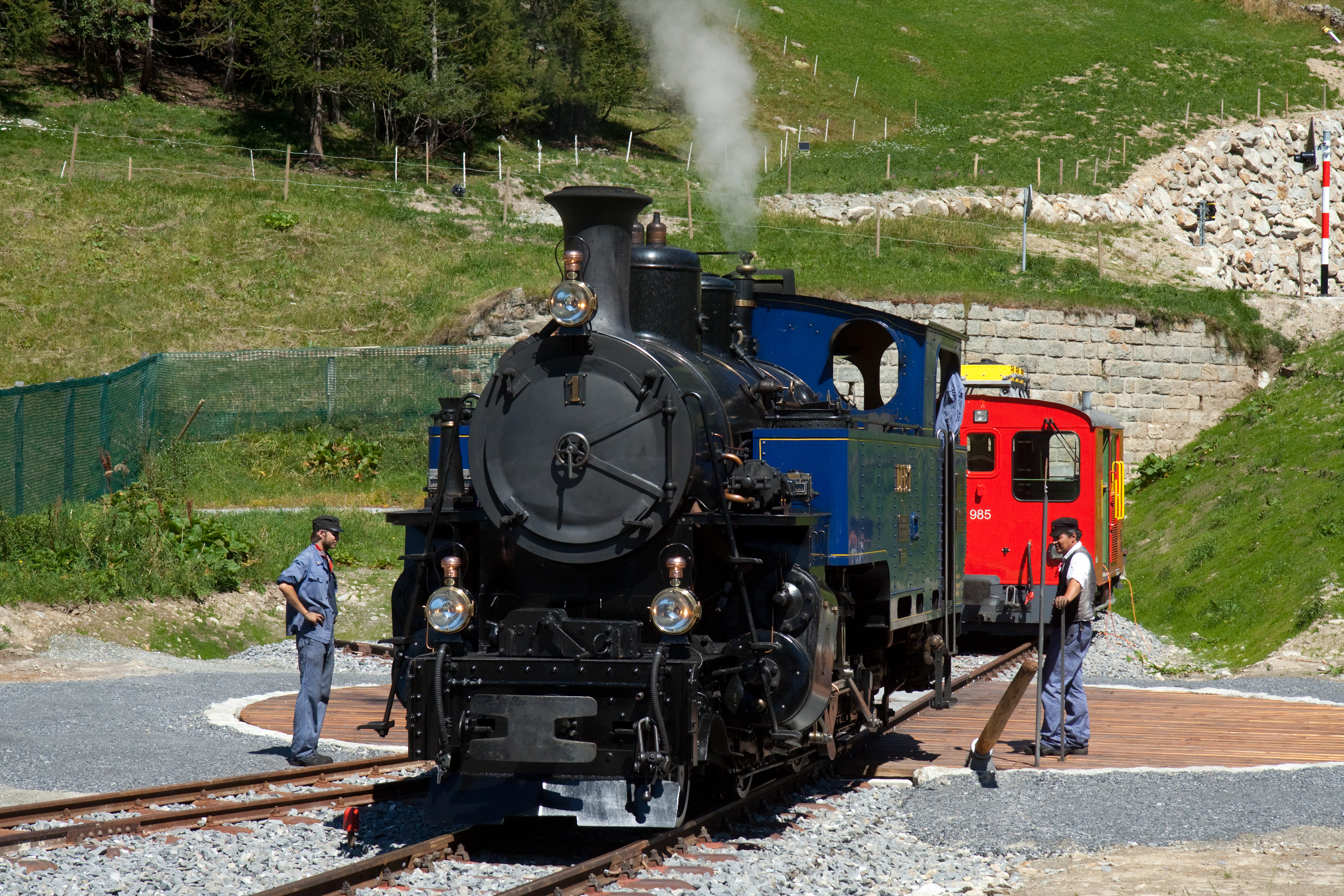
Plaque tournante d'Oberwald en 2010.
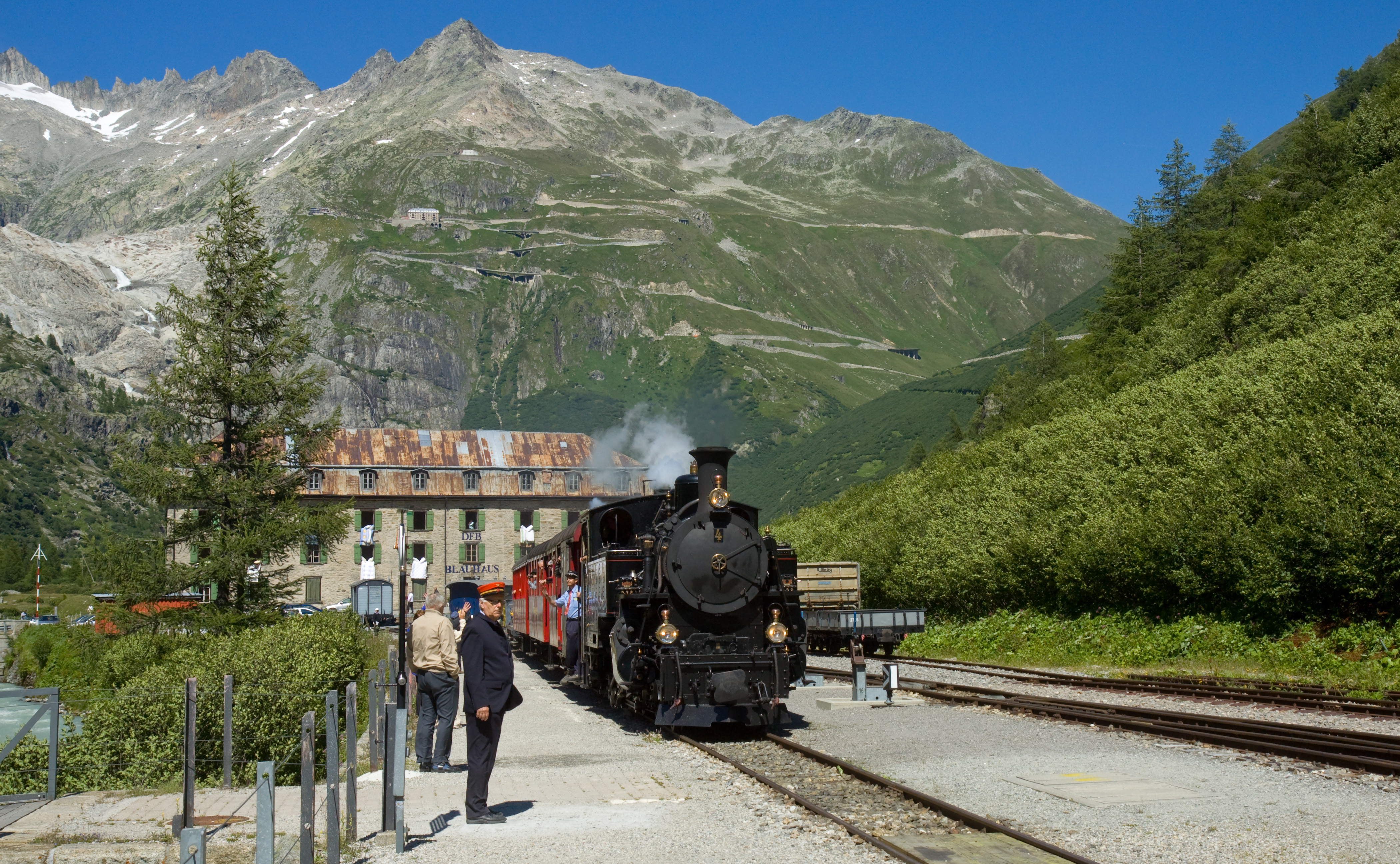
Une locomotive HG 3-4 en gare de Gletsch, juillet 2011.

## Sources
- « Accueil », sur association-ligne-sommitale-furka.ch (consulté le 3 novembre 2023)
- http://www.dfb.ch/

## Traduction
- (de) Cet article est partiellement ou en totalité issu de l’article de Wikipédia en allemand intitulé « Dampfbahn Furka-Bergstrecke » (voir la liste des auteurs).